# Збоншинь
Збоншинь (пол. Zbąszyń) — город в Польше, входит в Великопольское воеводство, Новотомыский повят. Имеет статус городско-сельской гмины. Занимает площадь 5,57 км². Население 7319 человек (на 2004 год).

## История

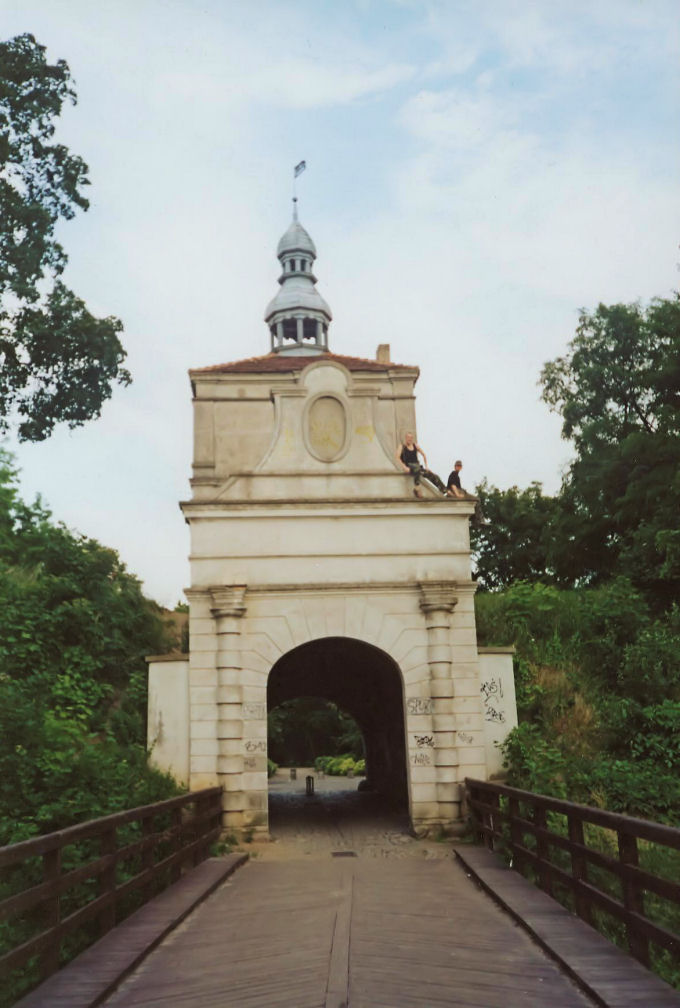
Збоншинь

В конце октября 1938 года Збоншинь, который был на тот момент приграничным населённым пунктом, стал местом акции по насильственной депортации немецких евреев с польскими паспортами из Германии. Около 17 тысяч человек были переброшены через немецко-польскую границу без всяких средств к существованию и на некоторое время скопились в Збоншине.